# Andrij Medwediew
Andrij Medwediew, ukr. Андрій Медведєв (ur. 31 sierpnia 1974 w Kijowie) – ukraiński tenisista, finalista French Open 1999 w grze pojedynczej, reprezentant w Pucharze Davisa.
Jego starsza siostra Natalija również grała w tenisa, dochodząc do pozycji nr 23. na świecie. Znany był z działalności charytatywnej, wspierał kluby tenisowe w Kijowie oraz przewodniczył komitetowi Stowarzyszenia Tenisistów Zawodowych ATP ds. działań dobroczynnych.
W życiu osobistym tworzył parę z niemiecką tenisistką Anke Huber. Poza tenisem uprawiał golf. Ze względów podatkowych rezydował w Monte Carlo.

## Kariera tenisowa
Przez całą karierę reprezentował barwy Ukrainy, podkreślając jednak swoje rosyjskie pochodzenie. Medwediew rozpoczął treningi tenisowe jako 8–latek pod kierunkiem matki. W 1991 wygrał turniej juniorów na French Open (pokonując w finale Thomasa Enqvista) i w tym samym roku debiutował w gronie tenisistów zawodowych. Rok później odniósł 3 pierwsze zwycięstwa turniejowe w cyklu ATP World Tour, triumfując w imprezach w Genui, Stuttgarcie (na kortach ziemnych) i Bordeaux.
Cykl wiosennych imprez w Europie na nawierzchni ziemnej w sezonie 1993 rozpoczął wygrywając 2 pierwsze turnieje – w Estoril i Barcelonie, pokonując po drodze kilku znanych specjalistów tej nawierzchni, m.in. dwukrotnie Sergiego Bruguerę i Karela Nováčka oraz Thomasa Mustera. Osiągnął następnie po raz pierwszy wielkoszlemowy półfinał, podczas French Open w Paryżu. Po wyeliminowaniu w 1 rundzie Guillerma Péreza Roldána (przegrywał 0:2 w setach) pokonał kilku znanych graczy, m.in. Marca-Kevina Goellnera. W ćwierćfinale wygrał, w przerywanym opadami deszczu meczu, ze Stefanem Edbergiem, sklasyfikowanym na 3. miejscu rankingu światowego, a w półfinale nie sprostał Sergiemu Bruguerze. W dalszej części sezonu 1993 Medwediew był m.in. w 2 półfinałach turniejowych na kortach ziemnych, ale potwierdził dobrą dyspozycję także na innych nawierzchniach – był w finale turnieju w Halle (na trawie, przegrał z Henrim Leconte), wygrał na nawierzchni betonowej w New Haven (w finale z Czechem Kordą), dotarł do ćwierćfinału US Open (pokonał m.in. Richarda Krajicka, przegrał z Cédricem Pioline). W listopadzie 1993 ponownie udanie startował w Paryżu, tym razem w prestiżowym turnieju w hali Bercy. Po zwycięstwach nad Amosem Mansdorfem, Henrim Lecontem, Markiem Woodforde i Arnaudem Boetschem dotarł do finału, w którym nie sprostał Goranowi Ivaniševiciowi. Wszystkie te wyniki zapewniły reprezentantowi Ukrainy miejsce w czołowej dziesiątce rankingu i udział w turnieju ATP Finals, gdzie po porażce z Michaelem Stichem i zwycięstwach nad Jimem Courierem i Michaelem Changiem osiągnął półfinał (uległ ostatecznie liderowi rankingu Samprasowi).
Sezon 1994 rozpoczął z opóźnieniem ze względu na kontuzję, pojawił się na kortach pod koniec marca dochodząc do finału w Estoril. Nie udało mu się obronić tam tytułu, przegrywając z Carlosem Costą. Wygrał następnie 2 turnieje kategorii Super 9 Series w Monte Carlo (w finale z Sergim Bruguerą) i Hamburgu (w finale z Jewgienijem Kafielnikowem), a na French Open osiągnął ćwierćfinał. W maju 1994 osiągnął najwyższą w karierze pozycję w rankingu gry pojedynczej − nr 4. Był w 4 rundzie Wimbledonu, gdzie uległ z byłym niemieckim mistrzem tej imprezy Borisem Beckerem po pięciosetowym widowisku. Do końca sezonu osiągnął jeden finał, w Pradze, i znalazł się w klasyfikacji ATP na koniec roku poza czołową dziesiątką (chociaż brał udział w Pucharze Wielkiego Szlema).
W sezonie 1995 największym osiągnięciem Medwediewa była obrona tytułu w Hamburgu oraz ćwierćfinał wielkoszlemowy Australian Open (na French Open dotarł do 4 rundy). W 1996 wygrał turniej w Long Island po finale z Martinem Dammem, był w finale w Båstad ponosząc porażkę z Magnusem Gustafssonem, oraz awansował do 4 rundy US Open.
W 1997 wygrał po raz trzeci turniej w Hamburgu, pokonując m.in. Krajicka, Bruguerę, Kafielnikowa, a w finale Félixa Mantillę. Na turniejach wielkoszlemowych − Australian Open i French Open − dochodził do 4 rund. W Paryżu uległ Gustavo Kuertenowi. W sezonie 1998 nie wygrał żadnego turnieju, dochodząc do przegranego finału w Båstad. Bez sukcesów rozpoczął kolejny rok i w efekcie w kwietniu 1999 znalazł się poza pierwszą setką rankingu.
Największy sukces w swojej karierze odniósł podczas French Open 1999, dochodząc do finału. W 2 rundzie pokonał ówczesnego wicelidera rankingu Pete’a Samprasa, w ćwierćfinale wygrał z Gustavem Kuertenem, w półfinale z Fernandem Meligenim. W meczu finałowym z Andre Agassim nie wykorzystał prowadzenia 2:0 w setach, przegrywając ostatecznie 6:1, 6:2, 4:6, 3:6, 4:6.
Finał French Open okazał się ostatnim znaczącym osiągnięciem Medwediewa. W kolejnych startach turniejowych nie przebrnął półfinału, a po sezonie 2001 zdecydował się na zakończenie kariery sportowej.
Jako deblista występował sporadycznie. W parze z Maratem Safinem był w 1999 w finale turnieju deblowego w Moskwie, w lipcu 1993 zajmował w rankingu deblowym najwyższe 185. miejsce.
Bronił barw narodowych w Pucharze Davisa (31 zwycięstw, 8 porażek, w tym w grze pojedynczej 20 zwycięstw i 3 porażki) oraz Pucharze Hopmana w grze mieszanej (wspólnie z siostrą Natalią). Zarobki Medwediewa na kortach przekroczyły sześć i pół miliona dolarów amerykańskich.
Zawodnik praworęczny, z oburęcznym bekhendem, wyróżniał się na korcie siłą uderzeń z głębi kortu (także silnym serwisem). Zapewniało mu to sukcesy przede wszystkim na kortach o nawierzchni ziemnej.

### Finały w turniejach ATP World Tour
| Legenda                                      |
| -------------------------------------------- |
| Wielki Szlem                                 |
| Igrzyska olimpijskie                         |
| Tennis Masters Cup / ATP Finals              |
| ATP Masters Series / ATP Tour Masters 1000   |
| ATP International Series Gold / ATP Tour 500 |
| ATP International Series / ATP Tour 250      |

#### Gra pojedyncza (11–7)
| Końcowy wynik | Nr  | Data             | Turniej            | Nawierzchnia  | Przeciwnik             | Wynik finału               |
| ------------- | --- | ---------------- | ------------------ | ------------- | ---------------------- | -------------------------- |
| Zwycięzca     | 1.  | 21 czerwca 1992  | Genua              | Ceglana       | Guillermo Pérez Roldán | 6:3, 6:4                   |
| Zwycięzca     | 2.  | 19 lipca 1992    | Stuttgart          | Ceglana       | Wayne Ferreira         | 6:1, 6:4, 6:7(5), 2:6, 6:1 |
| Zwycięzca     | 3.  | 20 września 1992 | Bordeaux           | Ceglana       | Sergi Bruguera         | 6:3, 1:6, 6:2              |
| Zwycięzca     | 4.  | 4 kwietnia 1993  | Estoril            | Ceglana       | Karel Nováček          | 6:4, 6:2                   |
| Zwycięzca     | 5.  | 11 kwietnia 1993 | Barcelona          | Ceglana       | Sergi Bruguera         | 6:7(7), 6:3, 7:5, 6:4      |
| Finalista     | 1.  | 20 czerwca 1993  | Halle              | Trawiasta     | Henri Leconte          | 2:6, 3:6                   |
| Zwycięzca     | 6.  | 22 sierpnia 1993 | New Haven          | Twarda        | Petr Korda             | 7:5, 6:4                   |
| Finalista     | 2.  | 7 listopada 1993 | Paryż              | Twarda (hala) | Goran Ivanišević       | 4:6, 2:6, 6:7(2)           |
| Finalista     | 3.  | 3 kwietnia 1994  | Estoril            | Ceglana       | Carlos Costa           | 6:4, 5:7, 4:6              |
| Zwycięzca     | 7.  | 24 kwietnia 1994 | Monte Carlo        | Ceglana       | Sergi Bruguera         | 7:5, 6:1, 6:3              |
| Zwycięzca     | 8.  | 8 maja 1994      | Hamburg            | Ceglana       | Jewgienij Kafielnikow  | 6:4, 6:4, 3:6, 6:3         |
| Finalista     | 4.  | 7 sierpnia 1994  | Praga              | Ceglana       | Sergi Bruguera         | 3:6, 4:6                   |
| Zwycięzca     | 9.  | 14 maja 1995     | Hamburg            | Ceglana       | Goran Ivanišević       | 6:3, 6:2, 6:1              |
| Finalista     | 5.  | 14 lipca 1996    | Båstad             | Ceglana       | Magnus Gustafsson      | 1:6, 3:6                   |
| Zwycięzca     | 10. | 25 sierpnia 1996 | Long Island        | Twarda        | Martin Damm            | 7:5, 6:3                   |
| Zwycięzca     | 11. | 11 maja 1997     | Hamburg            | Ceglana       | Félix Mantilla         | 6:0, 6:4, 6:2              |
| Finalista     | 6.  | 12 lipca 1998    | Båstad             | Ceglana       | Magnus Gustafsson      | 2:6, 3:6                   |
| Finalista     | 7.  | 6 czerwca 1999   | French Open, Paryż | Ceglana       | Andre Agassi           | 6:1, 6:2, 4:6, 3:6, 4:6    |

#### Gra podwójna (0–1)
| Końcowy wynik | Nr | Data              | Turniej | Nawierzchnia    | Partner     | Przeciwnicy                   | Wynik finału |
| ------------- | -- | ----------------- | ------- | --------------- | ----------- | ----------------------------- | ------------ |
| Finalista     | 1. | 14 listopada 1999 | Moskwa  | Dywanowa (hala) | Marat Safin | Justin Gimelstob Daniel Vacek | 2:6, 1:6     |

### Starty wielkoszlemowe (gra pojedyncza)
| Turniej          | 1991  | 1992  | 1993  | 1994  | 1995  | 1996  | 1997  | 1998  | 1999  | 2000  | 2001  | Wygrane turnieje | Bilans w turnieju |
| ---------------- | ----- | ----- | ----- | ----- | ----- | ----- | ----- | ----- | ----- | ----- | ----- | ---------------- | ----------------- |
| Australian Open  | –     | –     | 3R    | –     | QF    | 2R    | 4R    | 2R    | 2R    | 1R    | 2R    | 0 / 8            | 13–8              |
| French Open      | –     | 4R    | SF    | QF    | 4R    | 2R    | 4R    | 1R    | F     | 4R    | 1R    | 0 / 10           | 28–10             |
| Wimbledon        | –     | –     | 2R    | 4R    | 2R    | 1R    | 3R    | 2R    | 2R    | 1R    | 1R    | 0 / 9            | 9–9               |
| US Open          | –     | –     | QF    | 2R    | 2R    | 4R    | 1R    | 2R    | 4R    | –     | –     | 0 / 7            | 13–7              |
| Wygrane turnieje | 0 / 0 | 0 / 1 | 0 / 4 | 0 / 3 | 0 / 4 | 0 / 4 | 0 / 4 | 0 / 4 | 0 / 4 | 0 / 3 | 0 / 3 | 0 / 34           | N/A               |
| Bilans spotkań   | 0–0   | 3–1   | 12–4  | 8–3   | 9–4   | 5–4   | 8–4   | 3–4   | 11–4  | 3–3   | 1–3   | N/A              | 63–34             |

Legenda
     W, wygrał turniej
     F, przegrał w finale
     SF, przegrał w półfinale
     QF, przegrał w ćwierćfinale
     4R, 3R, 2R, 1R przegrał w IV, III, II, I rundzie
     –, nie startował w turnieju głównym